# 德累斯頓 (堪薩斯州)
德累斯頓（英語：Dresden）是一個位於美國堪薩斯州第開特縣的城市。

## 地方資料
根據2020年美國人口普查的數據，德累斯頓的面積為2.34平方千米，當中陸地面積為2.34平方千米，而水域面積為0.00平方千米。當地共有人口43人，而人口密度為每平方千米18.38人。